# Fortitude (serie televisiva)
Fortitude è una serie televisiva britannica trasmessa da Sky Atlantic e dalla rete statunitense Pivot dal 29 gennaio 2015.
Si tratta di un giallo ideato da Simon Donald e incentrato sull'investigazione di un omicidio in una fittizia cittadina della regione artica, con Stanley Tucci, Richard Dormer, Sofie Gråbøl, Christopher Eccleston, Michael Gambon e Dennis Quaid tra i protagonisti.

## Trama
Fortitude, fredda e tranquilla comunità delle isole Svalbard, situata sull'isola Spitsbergen e composta per lo più da famiglie di minatori e ricercatori, può vantarsi di non conoscere episodi di criminalità. I suoi circa settecento abitanti sono meno numerosi degli orsi polari che popolano l'area, i quali rendono obbligatorio essere armati all'aperto, mentre la locale forza di polizia è solita occuparsi esclusivamente di operazioni di ricerca e soccorso. Un giorno viene tuttavia sconvolta da un brutale omicidio. Ad indagare sull'inusuale evento è lo sceriffo Dan Anderssen, con l'aiuto, poco gradito, del detective esperto Eugene Morton, appositamente arrivato nella cittadina da Londra.

## Episodi
| Stagione         | Episodi | Prima TV Regno Unito | Prima TV Italia |
| ---------------- | ------- | -------------------- | --------------- |
| Prima stagione   | 12      | 2015                 | 2015            |
| Seconda stagione | 10      | 2017                 | 2017            |
| Terza stagione   | 4       | 2018                 | 2018-2019       |

## Personaggi e interpreti

### Personaggi principali
- Dan Anderssen (stagioni 1-3), interpretato da Richard Dormer, doppiato da Massimo Bitossi.
Sceriffo della cittadina.
- Hildur Odegard (stagioni 1-3), interpretata da Sofie Gråbøl, doppiata da Laura Lenghi.
Governatrice di Fortitude, nonché moglie di un poliziotto, la quale per salvare l'economia locale guida un progetto per la costruzione di un lussuoso hotel scavato nel ghiaccio.
- Markus Huseklepp (stagioni 1-3), interpretato da Darren Boyd. Professore delle elementari, è ambiguo nei rapporti interpersonali e apparentemente mansueto oltre che colto. È il fidanzato di Shirley e possiede un cane, Pierre, che si chiama come uno dei protagonisti di Guerra e Pace (spesso interpretato sul grande schermo da personaggi che gli somigliano fisicamente)
- Eric Odegard (stagioni 1-3), interpretato da Björn Hlynur Haraldsson, doppiato da Roberto Certomà.
Poliziotto della città e marito di Hildur.
- Ingrid Witry (stagioni 1-3), interpretata da Mia Jexen, doppiata da Eva Padoan (stagione 1) e da Erica Necci (stagioni 2-3).
Una delle poliziotte della città con il grado inferiore, police constable (PC).
- Petra Bergen (stagioni 1-3), interpretata da Alexandra Moen, doppiata da Selvaggia Quattrini.
Collega di Ingrid.
- Natalie Yelburton (stagioni 1-3), interpretata da Sienna Guillory, doppiata da Federica De Bortoli.
Collega di Vincent Rattrey.
- Vincent Rattrey (stagioni 1-3), interpretato da Luke Treadaway, doppiato da Emiliano Coltorti.
Scienziato del centro di ricerca che studia il comportamento degli orsi polari.
- Elena Ledesma (stagioni 1-2), interpretata da Verónica Echegui doppiata da Francesca Fiorentini.
Impiegata del locale albergo ed amante di Frank Sutter. Personaggio enigmatico, da poco trasferitasi a Fortitude, la quale cela un oscuro passato.
- Tavrani Tavra (stagioni 1-2), interpretato da Ramon Tikaram.
- Michael Lennox (stagioni 2-3), interpretato da Dennis Quaid, doppiato da Massimo Rossi.

### Stagione 1
- Eugene Morton, interpretato da Stanley Tucci, doppiato da Luca Biagini.
Detective ispettore capo della polizia britannica, nonché ex agente dell'FBI, arrivato a Fortitude, nell'ambito di una collaborazione tra la polizia norvegese e britannica, per investigare il macabro omicidio.
- Henry Tyson, interpretato da Michael Gambon, doppiato da Bruno Alessandro.
Celebre fotografo e malato terminale di cancro.
- Frank Sutter, interpretato da Nicholas Pinnock, doppiato da Francesco De Francesco.
Lavora presso la squadra di ricerca e soccorso della polizia, coinvolto in un relazione extraconiugale con Elena Ledesma.
- Jules Sutter, interpretata da Jessica Raine, doppiata da Francesca Manicone.
Moglie di Frank Sutter.
- Charlie Stoddart, interpretato da Christopher Eccleston, doppiato da Francesco Prando.
Professore del centro di ricerca di Fortitude, di nazionalità britannica, il quale rimane vittima di un omicidio.
- Shirley Allerdyce, cassiera del locale emporio e fidanzata di Markus Huseklepp, interpretata da Jessica Gunning.
- Ronnie Morgan, interpretato da Johnny Harris, doppiato da Alberto Bognanni. Padre di uno dei ragazzi che scopre quella che sembra essere la carcassa di un mammut.
- Jason Donnelly, interpretato da Aaron McCusker, doppiato da Marco Vivio.
Uno dei residenti della città, amico di Markus.
- Dottoressa Margaret Allerdyce, interpretata da Phoebe Nicholls.

### Stagione 2
- Freya Lennox, interpretata da Michelle Fairley, doppiata da Laura Romano.
- Rune Lennox, interpretato da Ervin Endre.
- Erling Munk, interpretato da Ken Stott.
- Dottoressa Surinder Khatri, interpretata da Parminder Nagra.
- Vladek Klimov, interpretato da Robert Sheehan, doppiato da Massimo Triggiani.
- Mark Devlin, interpretato da Paul Ready.

### Stagione 3
- Elsa Schenthal, interpretata da Aliette Opheim.
- Boyd Mulvihill, interpretato da Abubakar Salim.
- Detective Ingemar Myklebust, interpretata da Maria Schrader.
- Torsten Øby, interpretato da Set Sjöstrand.
- Annie Burgess, interpretata da Brigid Zengeni.

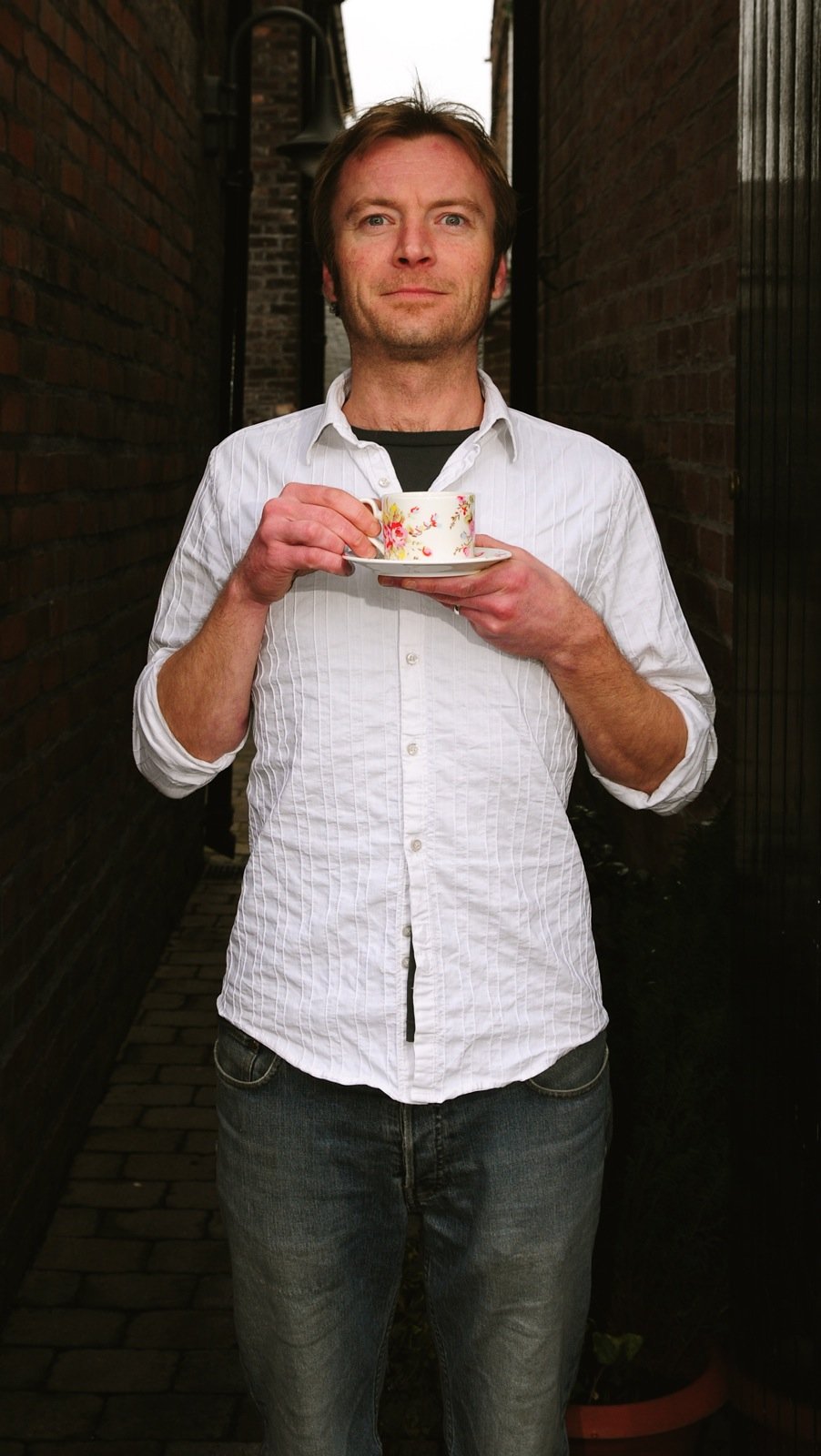
Richard Dormer interpreta Dan Anderssen
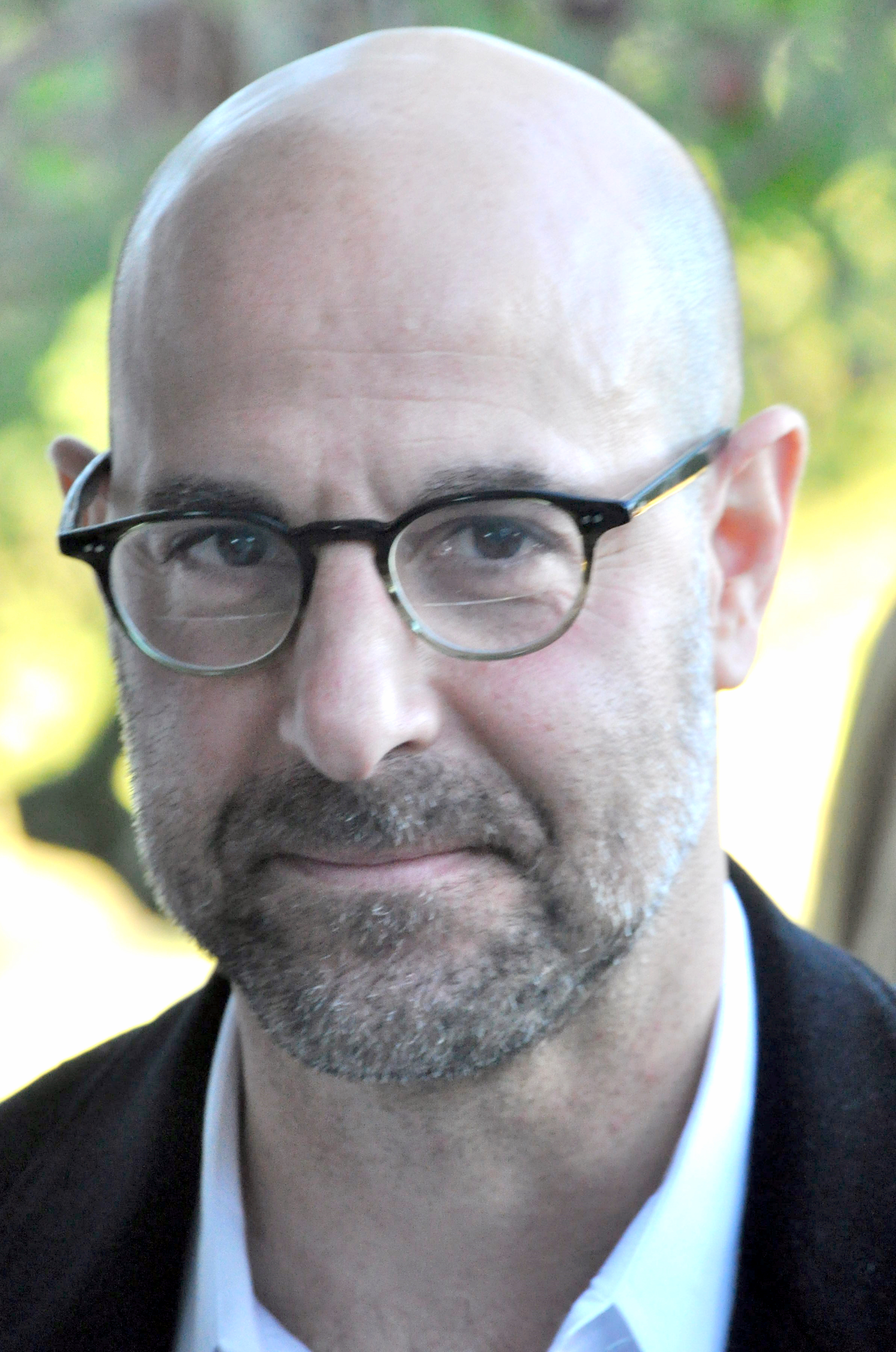
Stanley Tucci interpreta Eugene Morton
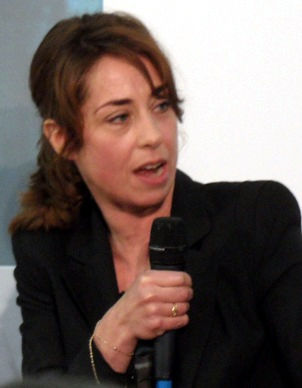
Sofie Gråbøl interpreta Hildur Odegard
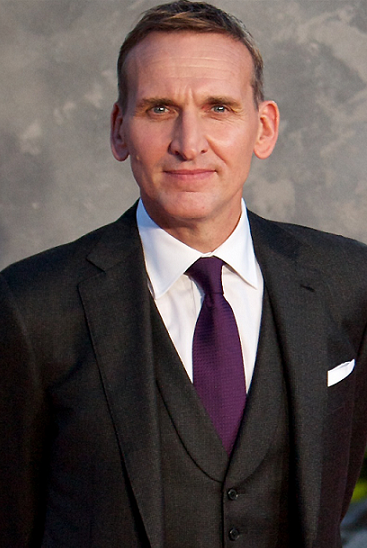
Christopher Eccleston interpreta Charlie Stoddart
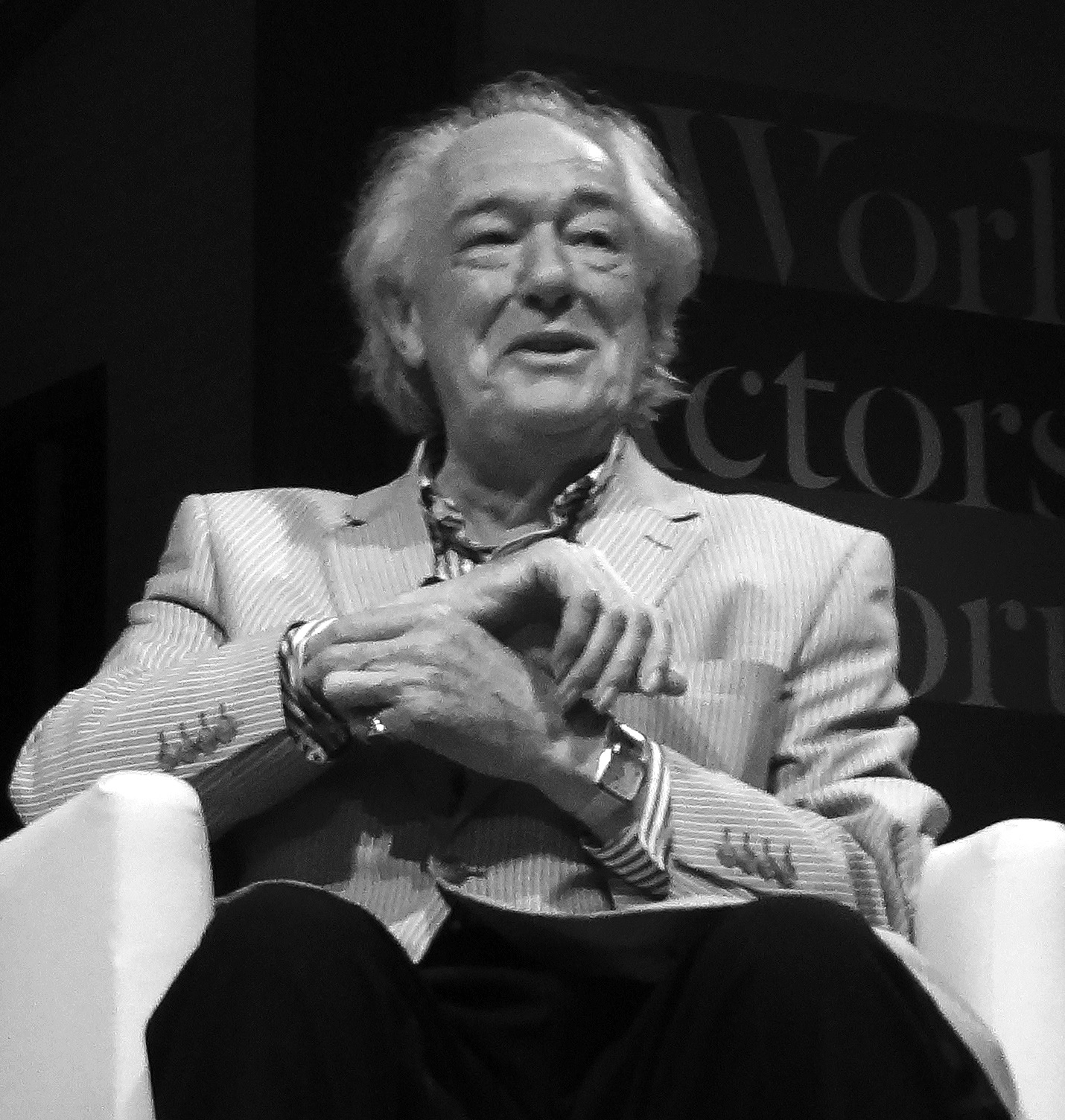
Michael Gambon interpreta Henry Tyson
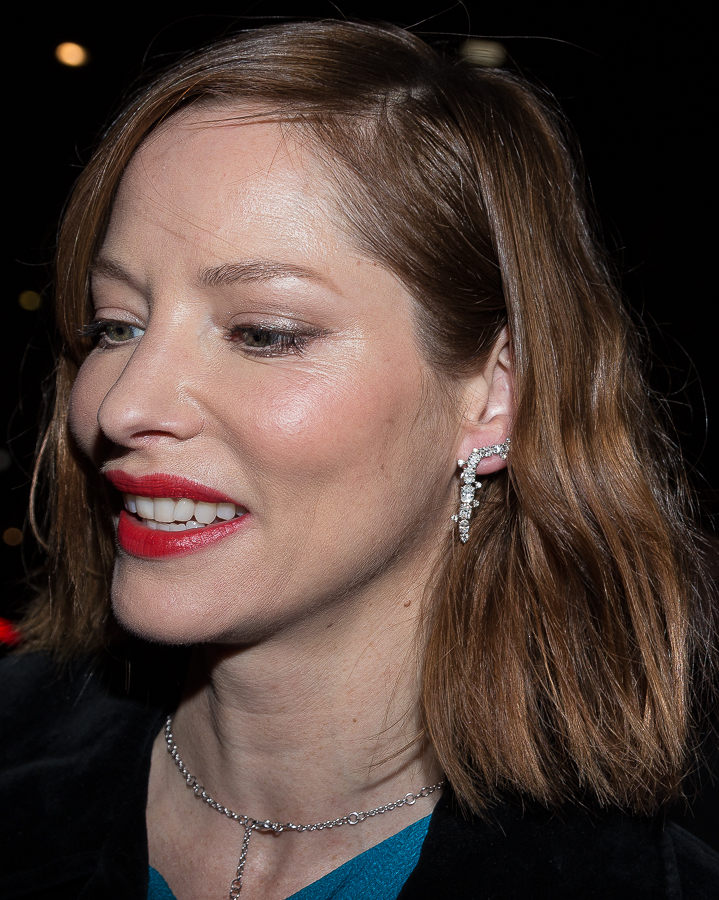
Sienna Guillory interpreta Natalie Yelburton
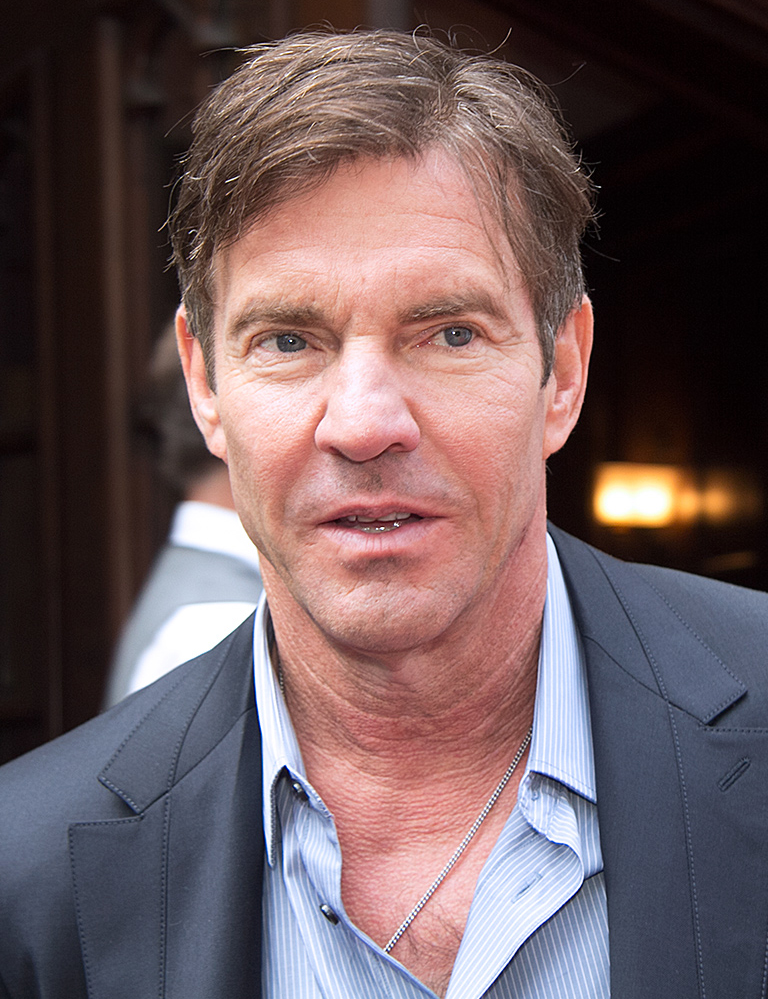
Dennis Quaid interpreta Michael Lennox
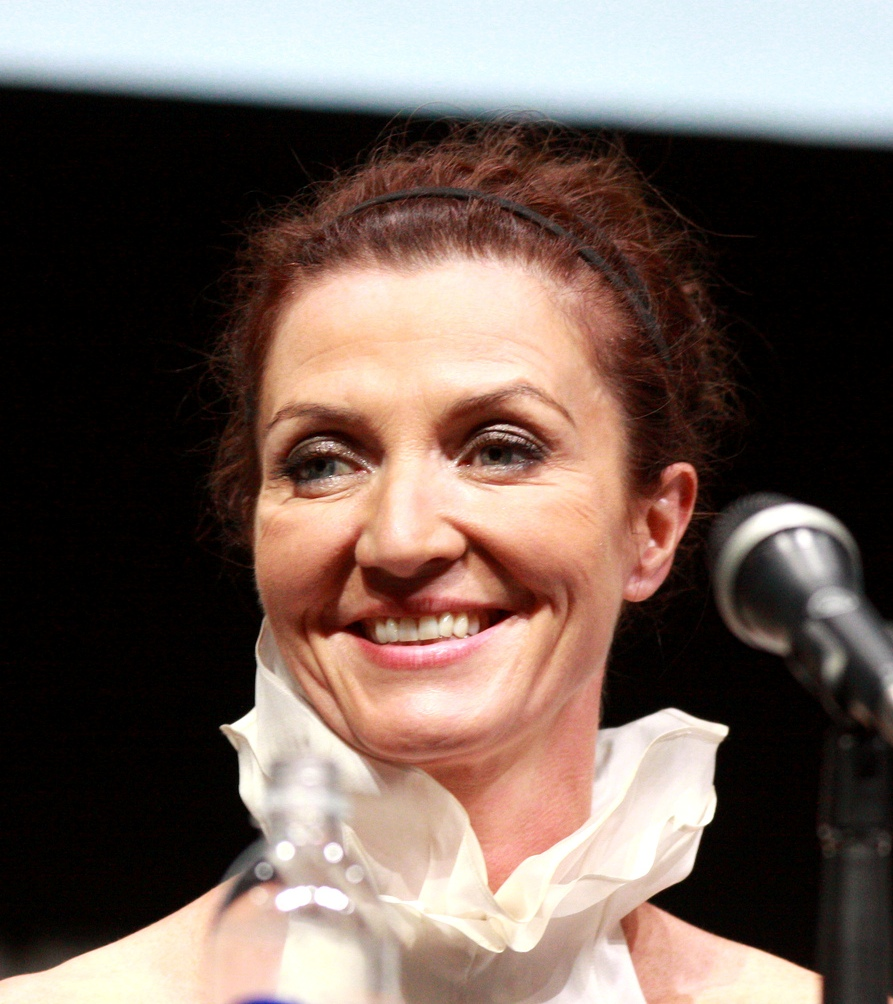
Michelle Fairley interpreta Freya Lennox
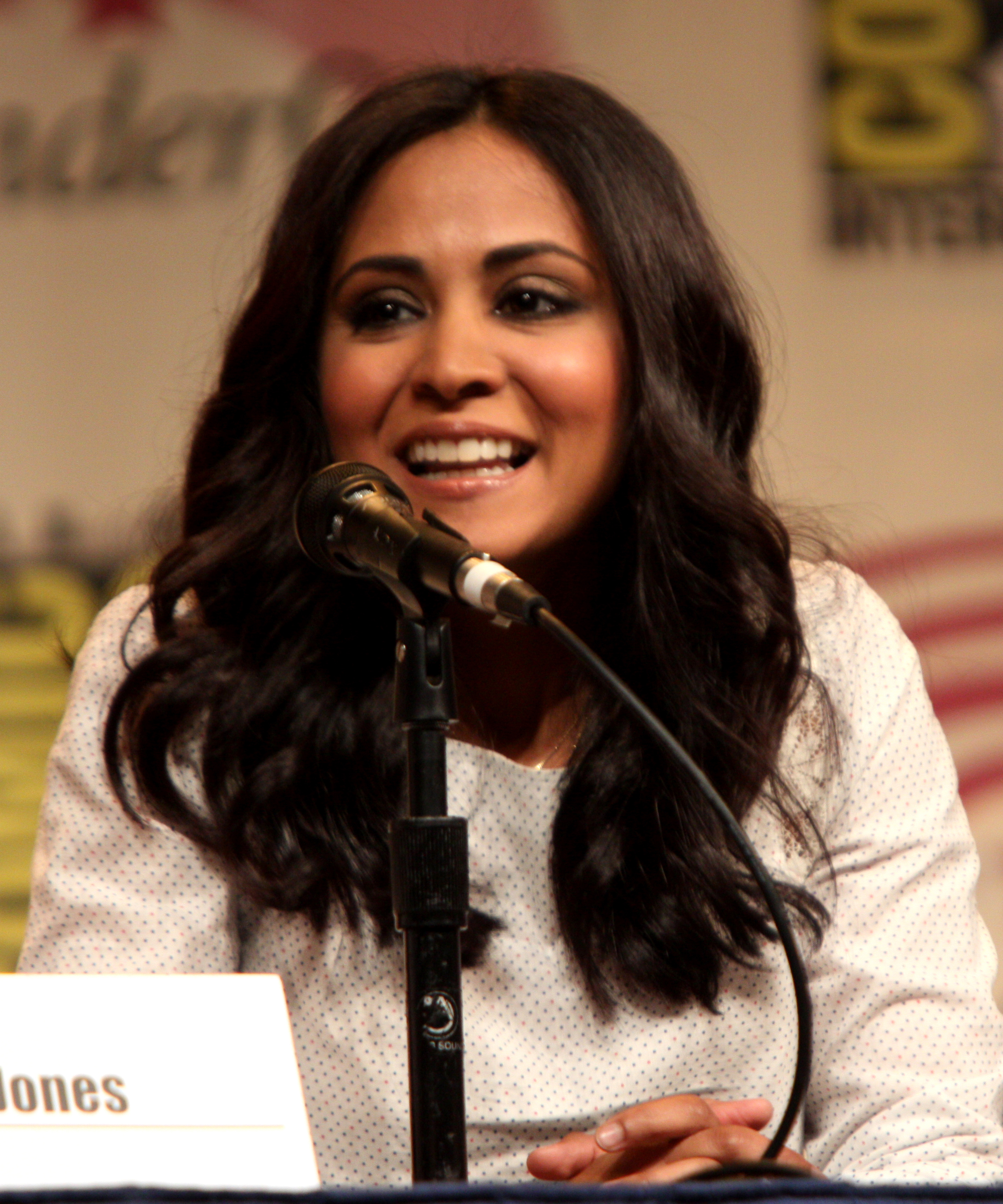
Parminder Nagra interpreta Surinder Khatri
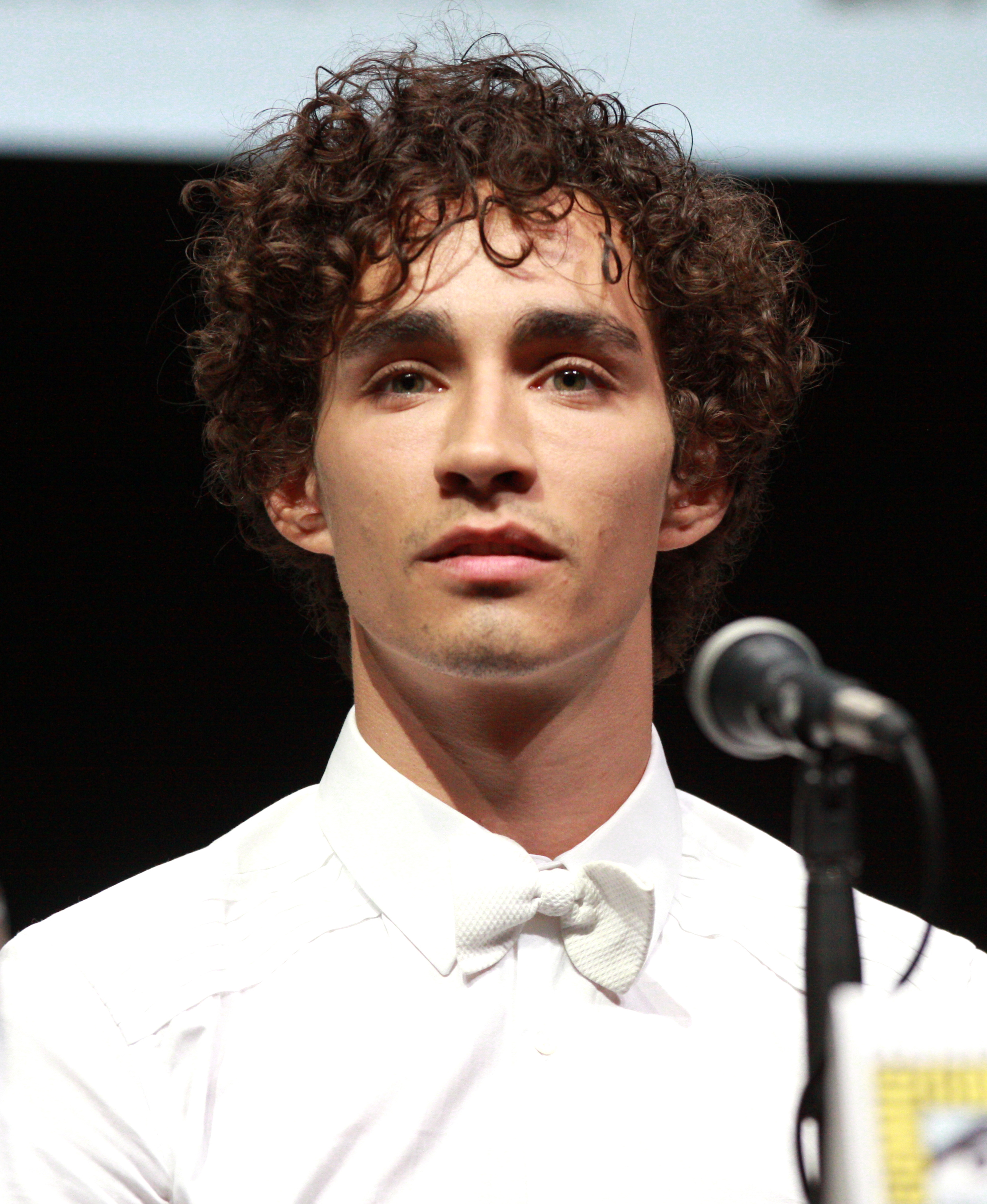
Robert Sheehan interpreta Vladek Klimov
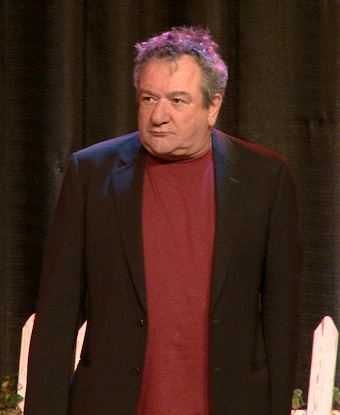
Ken Stott interpreta Erling Munk

## Produzione

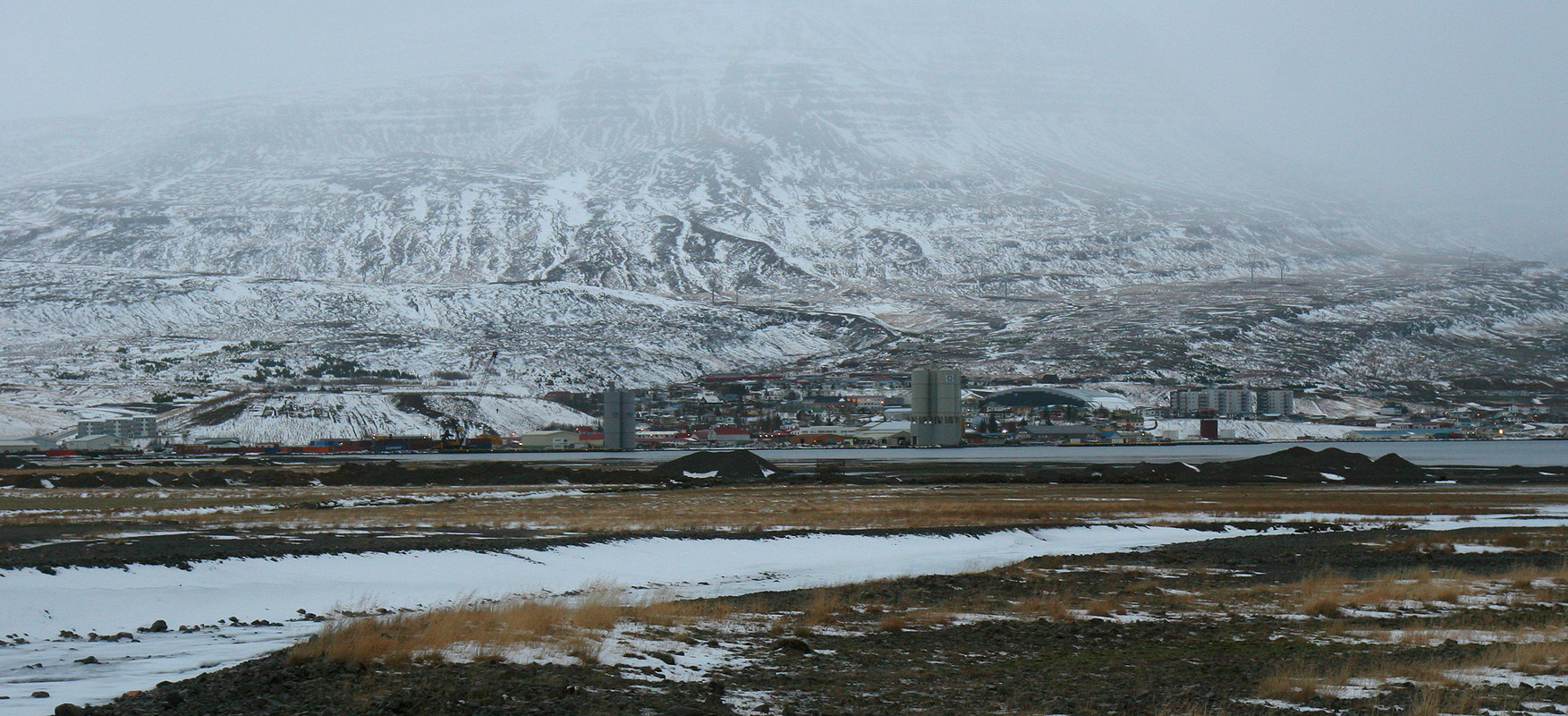
Reyðarfjörður ha ospitato i set principali.

Fortitude è prodotta dalla casa di produzione indipendente inglese Fifty Fathoms, sussidiaria di Tiger Aspect Productions, di proprietà della Endemol, per la rete televisiva britannica Sky Atlantic, della piattaforma pay BSkyB, e per la rete statunitense Pivot. La scenografia è ispirata dalle isole Svalbard, situate a nord della Norvegia, ma la serie è stata girata in Islanda e, in misura minore, nel Regno Unito; luogo principale delle riprese è costituito dalla località di Reyðarfjörður.
Il 9 aprile 2015 Sky ha rinnovato la serie per una seconda stagione di 10 episodi che è stata trasmessa dal 26 gennaio 2017.
Il 25 gennaio 2018, Sky annuncia una terza e ultima stagione composta da quattro episodi, che va in onda dal 6 dicembre 2018.

## Trasmissione internazionale
Oltre che nel Regno Unito e negli Stati Uniti, il 29 gennaio l'edizione originale della fiction ha debuttato anche in Irlanda, Germania, Austria e Italia. L'edizione italiana va in onda dal 30 gennaio 2015 su Sky Atlantic.
Nel corso del 2015 l'esordio della serie è stato programmato anche in Canada da Super Channel, in Australia da ABC, in Francia da Canal+, in Svezia da SVT, da TV2 in Danimarca, NRK in Norvegia, YLE in Finlandia, RÚV in Islanda, VRT in Belgio, Ale Kino+ in Polonia, yes in Israele e OTE in Grecia.